# Родез (футбольный клуб)
«Родез» (фр. Rodés Avairon) — французский профессиональный футбольный клуб из одноимённого города, выступающий в Лиге 2.
Домашние матчи проводит на стадионе «Стад Поль Линьон», вмещающем 5955 зрителей.

## История
Команда была официально основана в 1929 году Филиппом Розенфельдом, проведя большую часть своей истории в низших дивизионах французского первенства.
Первым наставником в истории команды стал Анри Гене. Выйти в Лигу 2 «Родезу» впервые удалось лишь в 1988 году. В 1993 году клуб вновь выбыл в любительскую лигу.
В Кубке Франции наивысшего успеха команда достигла в 1991 году — клуб вышел в полуфинал турнира, где уступил «Олимпику» из Марселя со счётом 1:4. До этого на своём пути в Кубке «Родез» сумел обыграть нескольких представителей Лиги 1, включая «Сошо» и «Мец».
В 2006 году у команды начались серьёзные проблемы с финансированием, в результате чего она была лишена профессионального статуса. Год спустя «Родез» стал победителем любительского дивизиона, набрав за сезон 100 очков и тем самым вернувшись в Насьональ. Сезон 2008/09 коллектив завершил на 13-й позиции в турнирной таблице, затем у клуба снова начался спад и он вновь выбыл в региональный чемпионат.
В 2012 году совладельцами команды стали бывшие французские футболисты Оливье Дакур и Зинедин Зидан.
11 апреля 2019 года «Родез» вернулся в Лигу 2 после 26-летнего отсутствия. В сезоне 2020/21 клуб занял итоговое 15-е место в первенстве.

## Стадион
Свои домашние матчи «Родез» проводит на арене «Стад Поль Линьон», вмещающей 5955 зрителей.

## Форма

### Домашняя
| 2020/21 | 2021/22 | 2022/23 | 2023/24 | 2024/25 |

### Гостевая
| 2020/21 | 2021/22 | 2022/23 | 2023/24 | 2024/25 |

### Резервная
| 2020/21 | 2021/22 | 2022/23 | 2023/24 | 2024/25 |

Источники:,